# Liste der Baudenkmäler in Utting am Ammersee

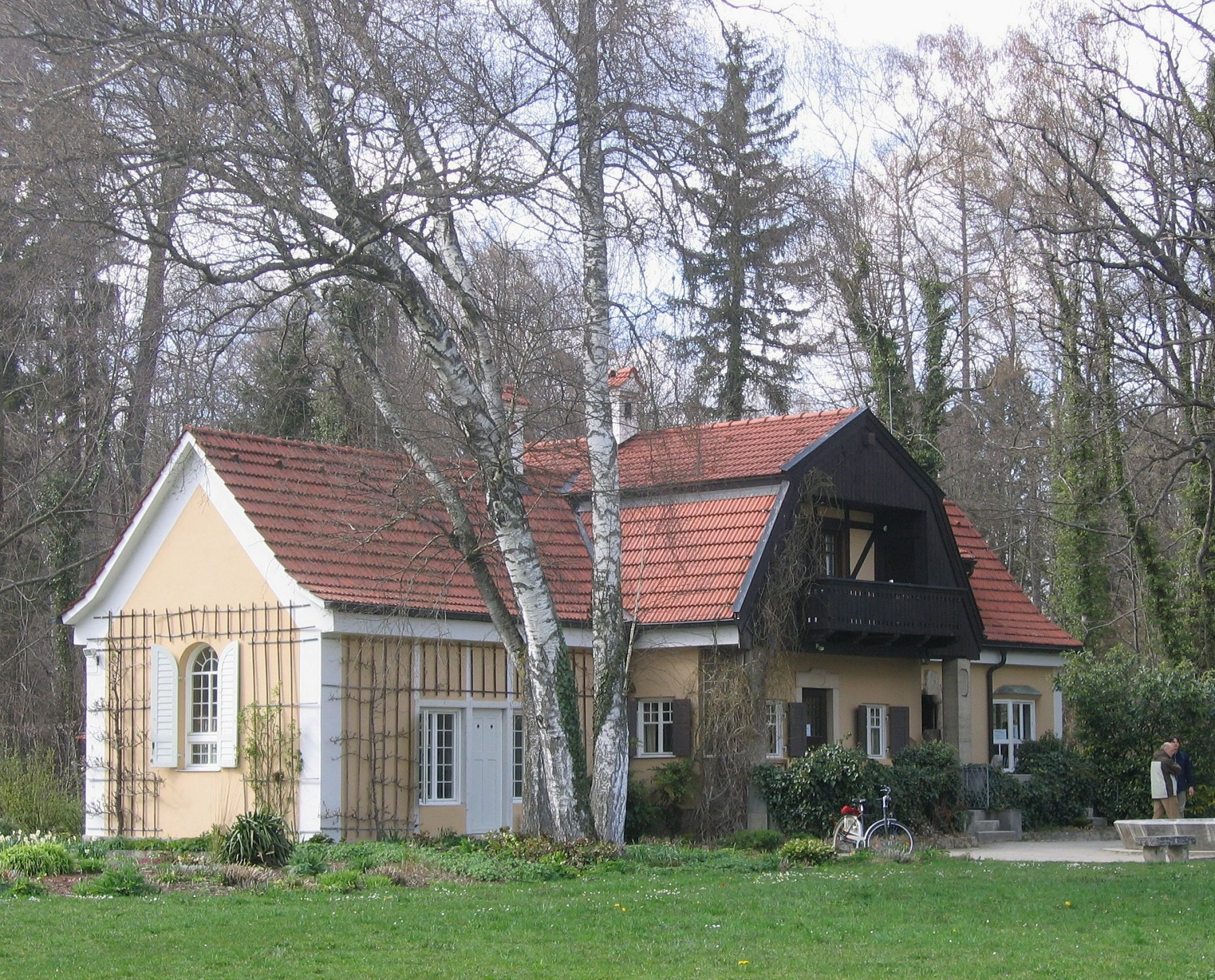
Künstlerhaus Gasteiger in Holzhausen

Auf dieser Seite sind die Baudenkmäler in der oberbayerischen Gemeinde Utting am Ammersee zusammengestellt. Diese Tabelle ist eine Teilliste der Liste der Baudenkmäler in Bayern. Grundlage ist die Bayerische Denkmalliste, die auf Basis des Bayerischen Denkmalschutzgesetzes vom 1. Oktober 1973 erstmals erstellt wurde und seither durch das Bayerische Landesamt für Denkmalpflege geführt wird. Die folgenden Angaben ersetzen nicht die rechtsverbindliche Auskunft der Denkmalschutzbehörde.

## Baudenkmäler nach Ortsteilen

### Utting
| Lage | Objekt                                    | Beschreibung | Akten-Nr.     | Bild |
| --- | ----------------------------------------- | --- | ------------- | --- |
| Dießener Straße 14 (Standort)                                                                                 | Katholische Filialkirche St. Leonhard     | Saalbau mit eingezogenem Chor und Südwestturm, von Michael Natter, 1707–12; mit Ausstattung | D-1-81-144-2  | weitere Bilder |
| Eduard-Thöny-Straße 19, 19 a, 19 b, 19 c, 19 d (Standort)                                                     | Villa                                     | schlossartiges, zweigeschossiges Wohnhaus mit Atelier, Steilsatteldachbau mit Eckerkertürmchen in neugotischer Form, für den Maler Eduard Selzam zum Teil nach eigenen Plänen vom Baumeister Johann Berchthold, 1890; Ökonomiegebäude, um einen Wirtschaftshof angeordnete Satteldachhäuser im Fachwerkstil, ab 1895 | D-1-81-144-5  | weitere Bilder |
| Eduard-Thöny-Straße 40, 42 (Standort)                                                                         | Villa                                     | eingeschossiger Mansarddachbau mit polygonalem Mittelrisalit, von Max Joseph Gradl, 1910–15; Nebengebäude, eingeschossiger Krüppelwalmdachbau über hakenförmigem Grundriss in eingezäuntem großem Gartengrundstück, bauzeitlich                                                                                      | D-1-81-144-29 | Villa |
| Hofstattstraße 24 (Standort)                                                                                  | Ehemaliges Bauernhaus                     | zweigeschossiger Satteldachbau, um 1865 | D-1-81-144-6  | Ehemaliges Bauernhaus |
| Hofstattstraße 26 (Standort)                                                                                  | Ehemaliges Bauernhaus                     | zweigeschossiger Satteldachbau, um 1865 | D-1-81-144-7  | Ehemaliges Bauernhaus |
| Holzhauser Straße 2 (Standort)                                                                                | Ehemaliges Kleinbauernhaus                | Flachsatteldachbau mit Bundwerkgiebel, im Kern 1680 | D-1-81-144-8  | weitere Bilder |
| Im Gries 3 (Standort)                                                                                         | Wohnhaus                                  | zweigeschossiger Flachsatteldachbau, im Kern 1857; zeitweilig Wohnsitz des Dichters Bert Brecht | D-1-81-144-9  | Wohnhaus |
| Im Gries 24 a (Standort)                                                                                      | Ehemaliges Kleinbauernhaus                | Flachsatteldachbau, im Kern 1698 | D-1-81-144-12 | Ehemaliges Kleinbauernhaus |
| Ludwigstraße 7 (Standort)                                                                                     | Ehemaliges Bauernhaus                     | zweigeschossiger Satteldachbau, Nordteil verschalter Ständerbau, 2. Hälfte 17. Jahrhundert | D-1-81-144-10 | BW |
| Ludwigstraße 12 (Standort)                                                                                    | Katholische Pfarrkirche Mariä Heimsuchung | Saalbau mit eingezogenem Polygonalchor und mächtigem Ostturm, Chor im Kern spätgotisch, Turm bezeichnet 1778, Langhaus von Joseph Köpfle 1819; nach Norden erweitert; mit Ausstattung | D-1-81-144-1  | weitere Bilder |
| Ludwigstraße 14 (Standort)                                                                                    | Pfarrhaus                                 | zweigeschossiger Steilsatteldachbau mit verkröpftem Giebelgesims, 1699 | D-1-81-144-11 | Pfarrhaus |
| Mühlbachstraße (Standort)                                                                                     | Gedächtniskapelle                         | kleiner Satteldachbau mit Säulenvorhalle und halbrunder, eingezogener Apsis, 1919 | D-1-81-144-4  | weitere Bilder |
| Sankt-Kastulus-Weg 4 (Standort)                                                                               | Katholische Kapelle St. Kastulus          | Satteldachbau mit eingezogener halbrunder Apsis, Mitte 17. Jahrhundert; mit Ausstattung | D-1-81-144-3  | weitere Bilder |
| Schulstraße 19 (Standort)                                                                                     | Villa                                     | zweigeschossiger Krüppelwalmdachbau mit turmartiger Erweiterung an der Südostecke, um 1910/20 | D-1-81-144-33 | Villa |
| Schulweg 2 (Standort)                                                                                         | Volksschulgebäude                         | stattlicher zweigeschossiger Gruppenbau mit Halbwalm- und Mansardwalm- und Satteldächern, von Kirchner, 1909–11 | D-1-81-144-14 | weitere Bilder |
| Seefelderhofberg (Standort)                                                                                   | Denkmal des Prinzregenten Luitpold        | bekröntes Postament mit Porträtmedaillon, Brunnentrögen, Sitzbank und Podest, 1911 | D-1-81-144-37 | weitere Bilder |
| Seefelderhofberg 15 (Standort)                                                                                | Ehemaliges Bauernhaus                     | Flachsatteldachbau mit Giebeltenne, im Kern 1711, erneuert | D-1-81-144-16 | Ehemaliges Bauernhaus |
| Seestraße 6 (Standort)                                                                                        | Landhaus                                  | Schopfwalmdachbau mit verputztem Erdgeschoss, Fachwerkoberteil und Kniestock, von A. Abel, 1894 | D-1-81-144-17 | weitere Bilder |
| Seestraße 12 a (Standort)                                                                                     | Strandbad                                 | Strandbad Utting; Umkleidetrakt, zweiflügelig abgewinkelte, holzverkleidete Ständerkonstruktion mit Flachsatteldach, 1929; Kiosk, holzverkleideter Ständerbau mit Walmdach, 1930. | D-1-81-144-43 | weitere Bilder |
| Seestraße 30 (50 m vom Seeufer entfernt im Grundstück) (Standort)                                             | Steinkreuz                                | Tuffstein, ehemals bezeichnet mit "..76" (wohl 1676) MPS GDG AMEN | D-1-81-144-18 | [[Vorlage:Bilderwunsch/code!/C:48.02525,11.09816!/D:Seestraße 30 (50 m vom Seeufer entfernt im Grundstück), Steinkreuz!/\|BW]] |
| Zur Aussichtswarte 6 (Standort)                                                                               | Landhaus                                  | zweigeschossiger Zeltdachbau mit zwei dreiviertelrunden Eckerkern und einem umlaufenden Balkon, von Oswald Schiller, 1929 | D-1-81-144-19 | Landhaus |
| In der Hechelwiese (nahe der Straße Utting-Holzhausen, am Ende der Schönbachstraße, links im Wald) (Standort) | KZ-Friedhof                               | von flacher Mauer umgebene Friedhofsanlage mit Gedenkstein für 27 KZ-Opfer, um 1950 gesetzt | D-1-81-144-30 | weitere Bilder |

### Achselschwang
| Lage                       | Objekt   | Beschreibung | Akten-Nr.     | Bild           |
| -------------------------- | -------- | --- | ------------- | -------------- |
| Achselschwang 2 (Standort) | Gasthaus | zweigeschossiger Satteldachbau mit zweiflügeligem, in klassizistischen Formen verziertem Portal, im Kern von 1809 | D-1-81-144-20 | weitere Bilder |

### Holzhausen
| Lage                                      | Objekt                                                | Beschreibung | Akten-Nr.     | Bild                   |
| ----------------------------------------- | ----------------------------------------------------- | --- | ------------- | ---------------------- |
| Eduard-Thöny-Straße 41, 43, 45 (Standort) | Landhaus des Bildhauers Mathias Gasteiger (1871–1934) | eingeschossiger Bau über kreuzförmigem Grundriss mit Sattel- und Mansarddach, in Formen des Jugendstils, 1902; Garten und Park am Seeufer, axiale Anlage beim Haus eingebettet in Landschaftsgarten zum See mit gefasstem Bachlauf und gestaltetem Parkzugangstor, bauzeitlich | D-1-81-144-32 | weitere Bilder         |
| Fritz-Erler-Straße 9 (Standort)           | Atelierhaus                                           | Holzbau nach Ideen des Malers Fritz Erler mit großen Atelierfenstern nach Norden und weit überstehendem Satteldach, nach 1905 | D-1-81-144-25 | weitere Bilder         |
| Schmiedberg (Standort)                    | Ehemaliger Zehntstadel                                | stattlicher Steilsatteldachbau, im Kern Ende 18. Jahrhundert | D-1-81-144-26 | Ehemaliger Zehntstadel |
| Schmiedberg 12 (Standort)                 | Katholische Filialkirche St. Ulrich                   | Saalbau mit eingezogenem, halbrundem Chor und Chorflankenturm, Langhaus im Kern romanischer Tuffquaderbau, Chor um 1725, Turm 1. Hälfte 18. Jahrhundert; mit Ausstattung | D-1-81-144-21 | weitere Bilder         |
| Seeholzstraße 6 (Standort)                | Landhaus                                              | Zeltdachbau mit einspringendem Obergeschoss und Holzverschalung, im Kolonialstil, von Heinrich Neu, 1911 | D-1-81-144-27 | weitere Bilder         |
| Seeholzstraße 10 (Standort)               | Landhaus                                              | eingeschossiger Walmdachbau, von Wilhelm Hollweck, 1916 | D-1-81-144-28 | BW                     |
| am Kittenbach (Standort)                  | Gedächtniskapelle                                     | kleiner Satteldachbau mit Nische, erbaut 1921; mit Ausstattung | D-1-81-144-23 | weitere Bilder         |
| südlich des Ortes (Standort)              | Wegkapelle                                            | Satteldachbau mit geradem Schluss, Ende 17. Jahrhundert und 2. Hälfte 18. Jahrhundert; mit Ausstattung | D-1-81-144-22 | weitere Bilder         |

## Ehemalige Baudenkmäler
In diesem Abschnitt sind Objekte aufgeführt, die früher einmal in der Denkmalliste eingetragen waren, jetzt aber nicht mehr. Objekte, die in anderem Zusammenhang – also z. B. als Teil eines Baudenkmals – weiter eingetragen sind, sollen hier nicht aufgeführt werden. Aktennummern in diesem Abschnitt sind ehemalige, jetzt nicht mehr gültige Aktennummern.

| Lage                                        | Objekt                | Beschreibung                                                              | Akten-Nr.     | Bild                  |
| ------------------------------------------- | --------------------- | ------------------------------------------------------------------------- | ------------- | --------------------- |
| Utting am Ammersee Schulstraße 3 (Standort) | Ehemaliges Bauernhaus | Flachsatteldachbau mit verschaltem Bundwerkgiebel, erbaut nach Brand 1792 | D-1-81-144-13 | Ehemaliges Bauernhaus |